# Laevilitorina alta
Laevilitorina alta là một loài ốc biển, là động vật thân mềm chân bụng sống ở biển trong họ Littorinidae.